# Ribafria
Ribafria ist ein Ort und eine ehemalige Gemeinde (Freguesia) im portugiesischen Kreis Alenquer. In der Gemeinde lebten 969 Einwohner (Stand 30. Juni 2011).

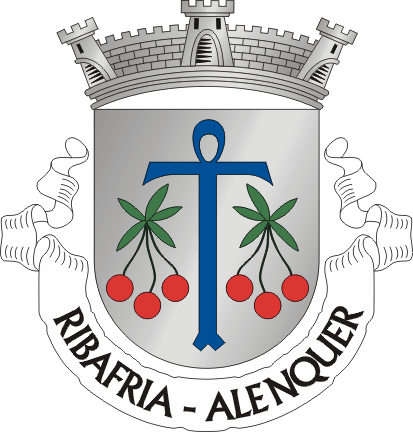
Das Wappen der ehemaligen Gemeinde

Am 29. September 2013 wurden die Gemeinden Ribafria und Pereiro de Palhacana zur neuen Gemeinde União das Freguesias de Ribafria e Pereiro de Palhacana zusammengefasst. Ribafria ist Sitz dieser neu gebildeten Gemeinde.